# Ichneumon lividus
Ichneumon lividus là một loài tò vò trong họ Ichneumonidae.